# Sonia Mary Cole
Sonia Mary Cole (nascida Myers; Westminster, 1918 – 1982) foi uma arqueóloga, geóloga, antropóloga e condessa inglesa.

## Biografia
Sonia Mary Myers nasceu em Westminster em 1918. Seu pai faleceu enquanto ela era muito jovem, pelo que sua mãe se casou com John Henry Michael Cole, 5o Conde de Enniskillen, sucedido por seu sobrinho David Lowry Cole, com quem Sonia se casaria (adquirindo o título de condessa), e então pelo filho dos dois, Andrew John Galbraith Cole, 7o e atual Conde de Enniskillen. Sonia trabalhou no Museu Britânico, e conduziu extensivo trabalho de campo na África. Era amiga íntima e colega de Mary Leakey, que escreveu seu obituário após sua morte em 1982.
Sonia é mais lembrada pelo seu livro Races of Man, extensamente baseada na obra de Carleton Coon.